# 錫翁格河
46°39′40″N 7°4′48″E / 46.66111°N 7.08000°E
錫翁格河是瑞士的河流，位於該國西部，流經弗里堡州，屬於薩訥河的左支流，河道全長16公里，流域面積45平方公里，發源自桑薩勒附近，最終注入格呂耶爾湖。